# 塞尔农河畔圣罗姆
塞尔农河畔圣罗姆（法語：Saint-Rome-de-Cernon，法語發音：[sɛ̃ ʁɔm də sɛʁnɔ̃]），法国南部市镇，属于奥克西塔尼大区阿韦龙省，隶属于米约区，其市镇面积为37.88平方公里，2022年1月1日时人口数量为961人，在法国城市中排名第10,449位。
塞尔农河畔圣罗姆位于阿韦龙省东南部，塞尔农河畔，贝济耶－讷萨格铁路和两条干线公路在此交汇。

## 地名来源
“圣罗姆”一名来源于罗马。法国大革命期间，该名称因带有宗教色彩而被更名为“塞尔农堡”（Fort-Cernon）。
因翻译标准不同，“St-Rome-de-Cernon”在中文谷歌地图以及部分汉语资料中被译为圣罗姆-德塞尔农。

## 历史
塞尔农河畔圣罗姆历史上长期为一处普通村落。14世纪时，当地领主在此修建了梅拉克城堡。法国大革命后，塞尔农河畔圣罗姆成为阿韦龙省的一个市镇。1840年，蒙克拉拉（Montclarat）整体并入塞尔农河畔圣罗姆。工业革命期间，途径此地的贝济耶－讷萨格铁路建成运营。

## 地理

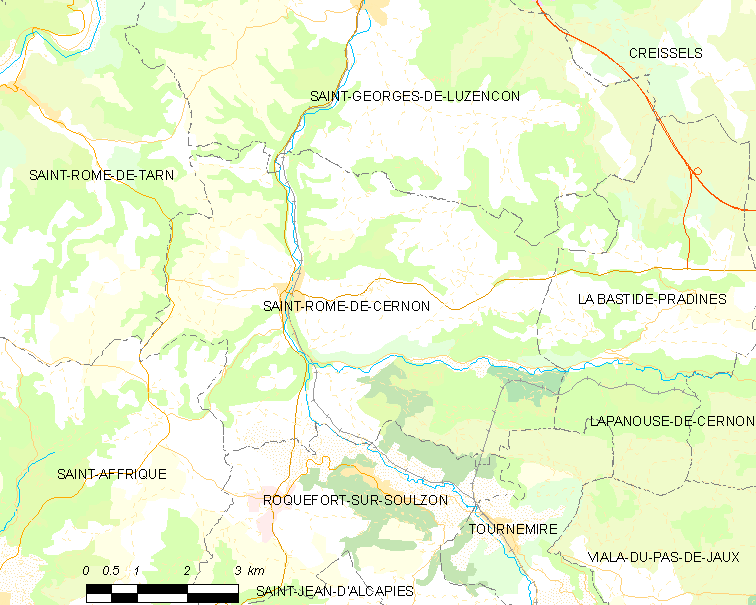
塞尔农河畔圣罗姆市镇范围地图

塞尔农河畔圣罗姆位于法国南部，奥克西塔尼大区中部和阿韦龙省东南部，距离省会罗德兹大约81公里。与塞尔农河畔圣罗姆接壤的市镇包括：塔恩河畔圣罗姆、圣乔治德吕藏松、圣阿夫里克、普拉迪讷堡、苏尔宗河畔罗克福尔、塞尔农河畔拉帕努斯和图尔讷米尔。

### 地形
塞尔农河畔圣罗姆位于法国中央高原南部腹地，境内以丘陵和山地为主，市镇中心位于一处相对开阔的谷地之中，全境海拔在374到856米之间。

### 水文
塞尔农河自南向北流经境内，该河是塔恩河的左岸支流，属于加龙河水系。

### 植被
塞尔农河畔圣罗姆属于温带阔叶混交林区，林地主要分布于谷地地区。
在鲜花城市的评比中，塞尔农河畔圣罗姆暂未被评级。

### 气候
塞尔农河畔圣罗姆在柯本气候分类法中属于带有温带海洋性气候特征的山地气候。

## 行政区划
塞尔农河畔圣罗姆是法国奥克西塔尼大区阿韦龙省的一个市镇，编号为12243。塞尔农河畔圣罗姆隶属于米约区、阿韦龙省第三选区以及圣阿夫里克县，同时也是圣阿夫里克-罗克福尔-七瓦隆市镇公共社区的组成部分。
法国国家统计与经济研究所（简称）在进行数据统计时，未将塞尔农河畔圣罗姆划入任何城市核心区（Unité urbaine）以及城市区（Aire urbaine）内。自2020年起，塞尔农河畔圣罗姆城市区被划入包含23个市镇的米约城市辐射区内。此外，还将塞尔农河畔圣罗姆市镇整体看作一个“块区”（IRIS），以便于统计人口分布情况。

## 交通

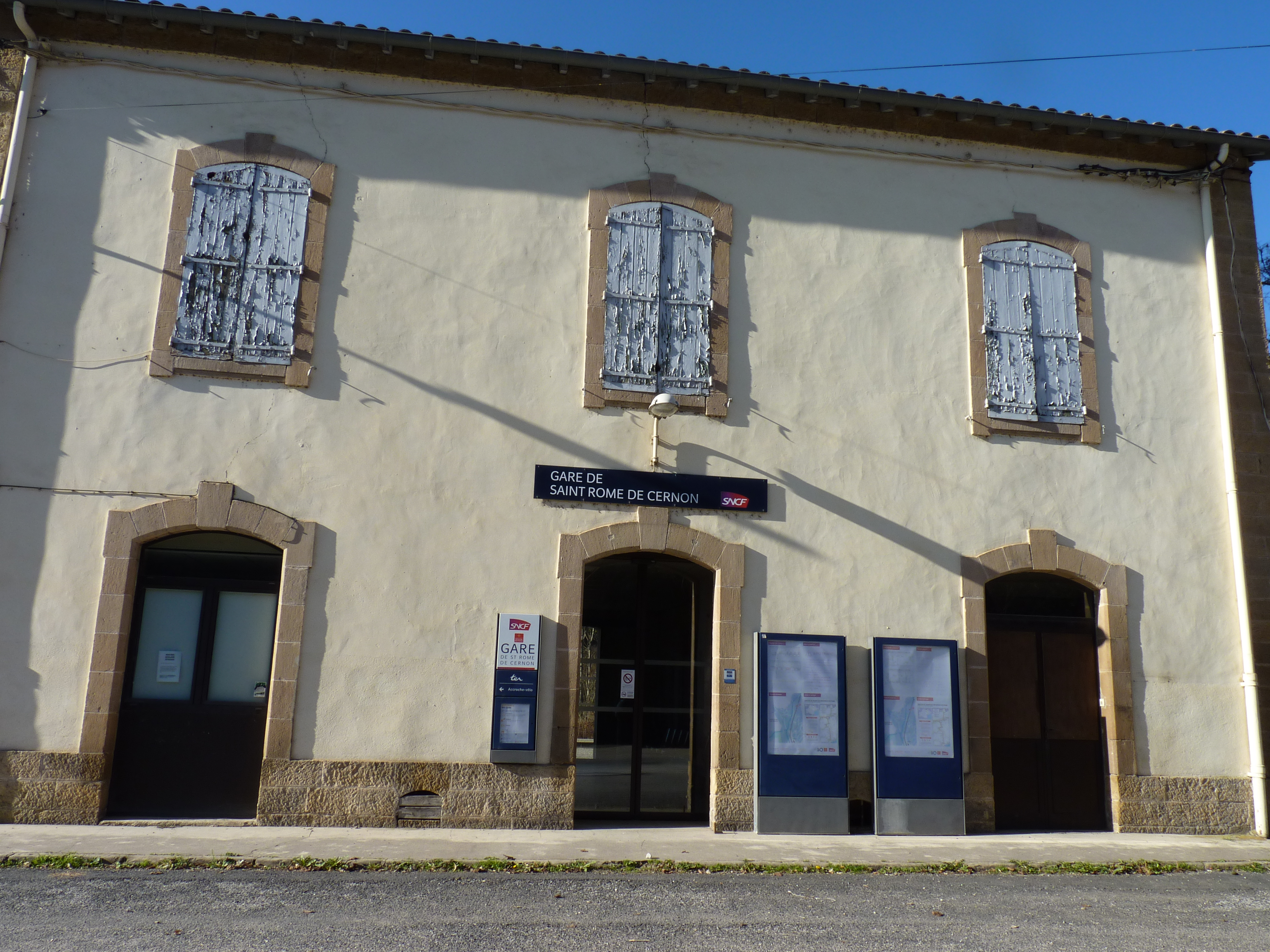
塞尔农河畔圣罗姆火车站

### 公路
多条阿韦龙省省道在塞尔农河畔圣罗姆境内交汇，奥克西塔尼大区下属的城际客运提供巴士线路，可前往周边部分市镇。
| 46 | 10 |

| 罗德兹 | 83 |

| 米约 | 17 |

| 圣阿夫里克 | 14 |

2018年，69.5%的塞尔农河畔圣罗姆家庭拥有至少一辆私人汽车。2019年，塞尔农河畔圣罗姆境内共发生各类交通事故2起，造成3人受伤。

### 铁路
塞尔农河畔圣罗姆位于贝济耶－讷萨格铁路上。塞尔农河畔圣罗姆站位于市区东部，停靠往返于贝济耶和克莱蒙费朗一线的列车。

### 航空
距离塞尔农河畔圣罗姆最近的民用航空站为蒙彼利埃机场，距离塞尔农河畔圣罗姆市中心的公路里程约118公里。

### 城市公共交通
截至2021年11月，塞尔农河畔圣罗姆暂无城市公共交通系统。

## 政治

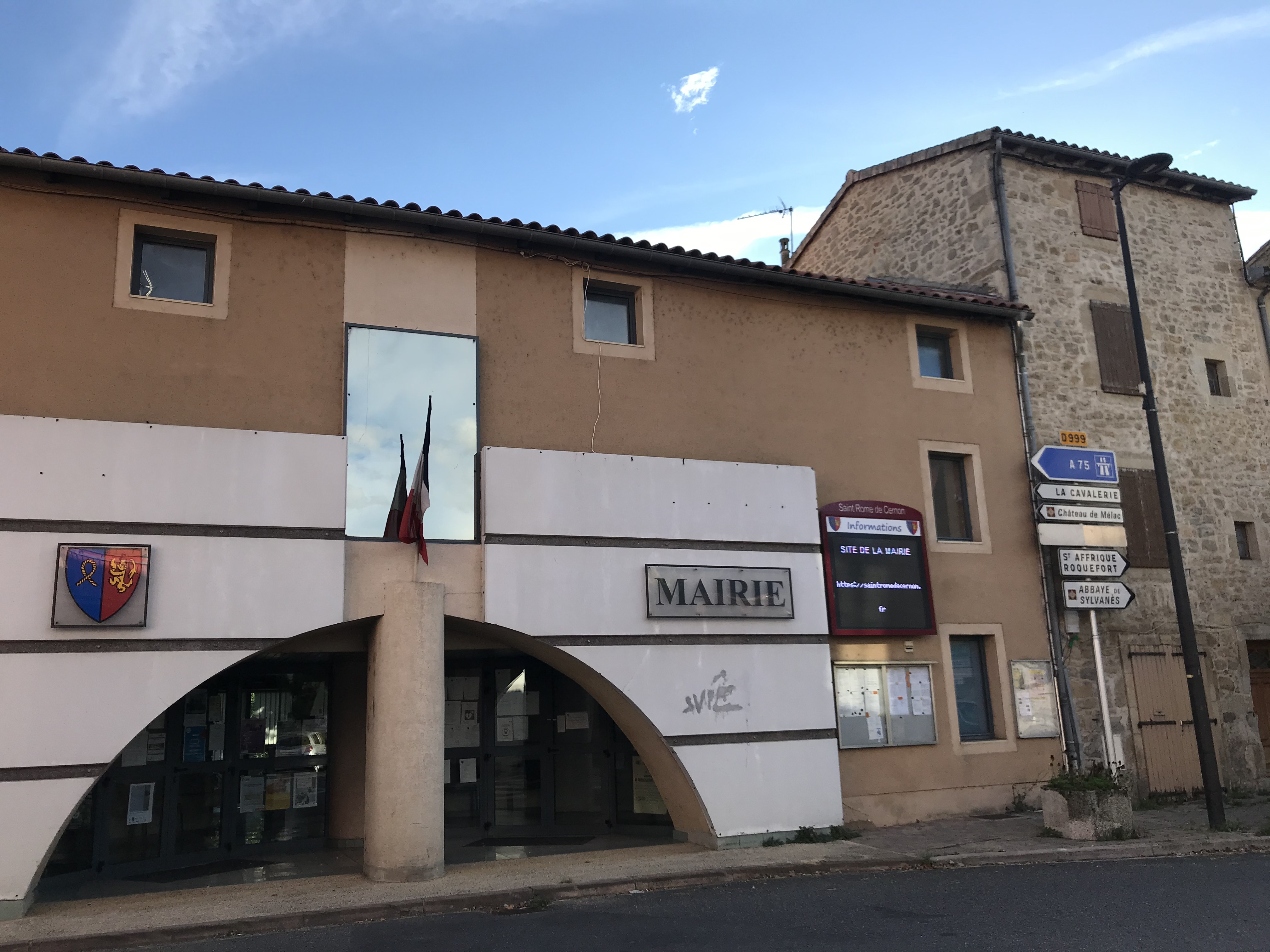
塞尔农河畔圣罗姆市政厅

塞尔农河畔圣罗姆的现任市长为皮埃尔·庞塔内拉先生（Pierre PANTANELLA），他是一名无党派人士，在2020年的市政选举中获得了100%的支持率（无其他候选人）。
在2022年的法国总统大选中，法国极右翼政党国民阵线主席玛丽娜·勒庞在塞尔农河畔圣罗姆获得了51.83%的支持率。

## 人口
2019年，塞尔农河畔圣罗姆市镇人口数量为948，在法国排名第10,367位。其中男性469人，女性479人，75岁及以上人口占8.6%，外籍人口数量为5人，人口密度为25人/平方公里，当地居民被称为（男性）或（女性）。2020年，塞尔农河畔圣罗姆境内出生13人，死亡人口8人。
| 塞尔农河畔圣罗姆1901年－2020年人口变化情况 |
|                                            |
| 数据来源：Cassini、INSEE                   |

## 经济
截止2023年3月，塞尔农河畔圣罗姆市镇范围内共有各类用人单位（包含自雇）147家，平均历史为19年，均为中小型企业（PME），2023年1月至3月间，当地的经济活力指数为2.04%。（汽车修理）是当地2021年营业额最高的企业，为2,716,175欧元。

## 财政收入
2019年，塞尔农河畔圣罗姆的财政收入总额为699,340欧元，财政支出总额为683,890欧元，当年的债务总额为972,950欧元。2021年，塞尔农河畔圣罗姆共获得196,643欧元的国家财政补助，比上一年增加了4.51%。
2019年，塞尔农河畔圣罗姆的家庭平均月收入总额为1,947欧元，低于法国平均水平（2,318欧元）。
2018年，塞尔农河畔圣罗姆境内的青壮年（15至64岁）失业率为9.5%，当地49.5%的家庭拥有纳税资格，平均纳税979欧元，低于法国平均水平（3,888欧元）。

## 社会事务

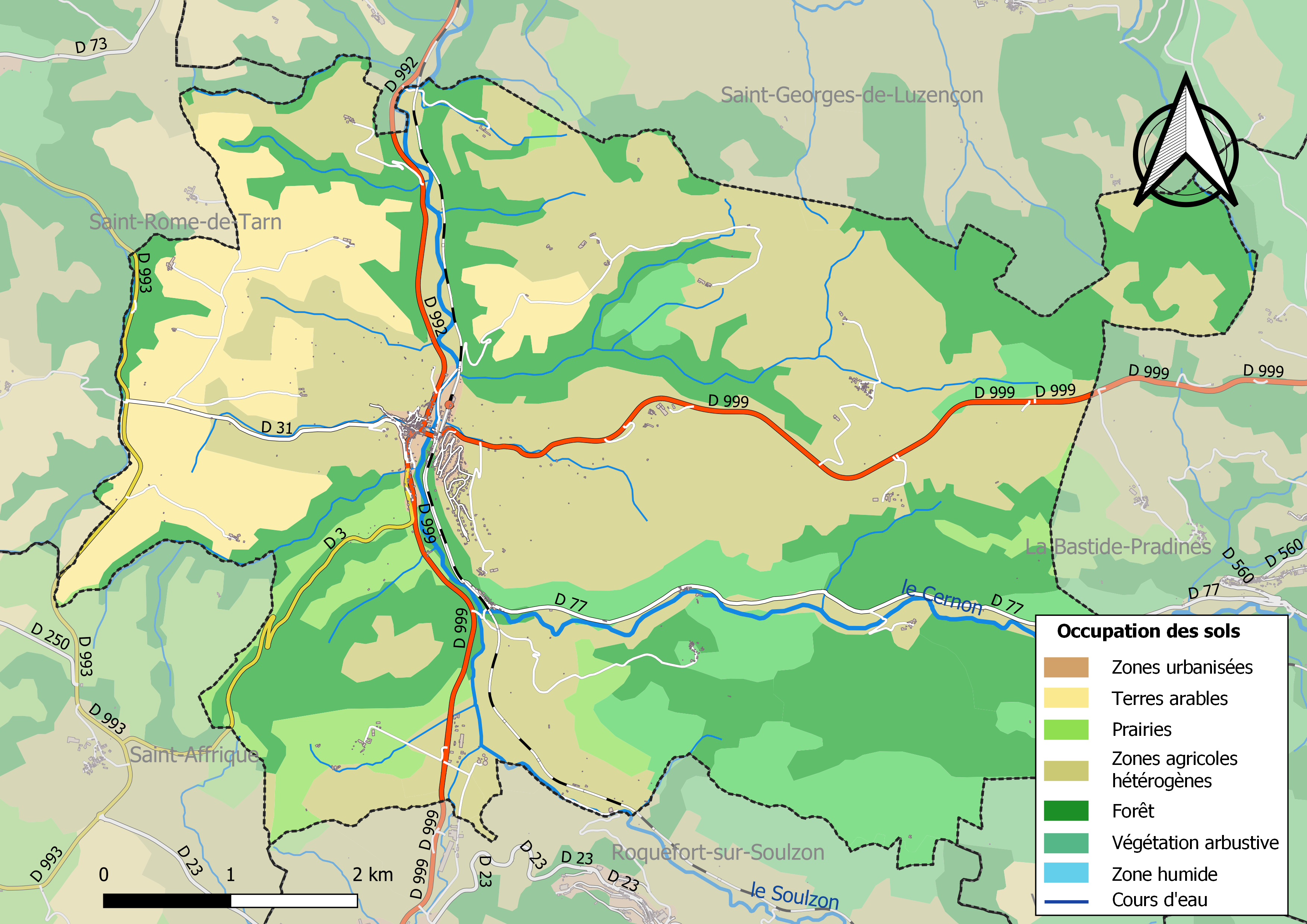
塞尔农河畔圣罗姆土地利用情况地图

### 教育
塞尔农河畔圣罗姆属于图卢兹学区。截止2020年1月1日，塞尔农河畔圣罗姆境内有1所小学。

### 医疗
截止2020年1月1日，塞尔农河畔圣罗姆境内共有全科医生2名、保健师2名和护士2名。
距离塞尔农河畔圣罗姆最近的区域性医疗机构为米约中心医院（Centre Hospitalier de Millau），其主病区位于米约市区，距离塞尔农河畔圣罗姆的正常车程在20分钟以内，该院设有床位114个，是当地规模最大的公立综合性医院。

### 住房
2018年，塞尔农河畔圣罗姆境内共有各类住房524套，其中89.5%为独立式居民区，9.4%为集中式居民区。常住房屋占塞尔农河畔圣罗姆市镇范围内居民建筑总量的73.7%。
在住房保障政策方面，2020年，塞尔农河畔圣罗姆境内共有27户家庭获得了住房经济补助，受益人数占总人口数量的2.9%，其中22份为房租补助。

### 商业
2019年，塞尔农河畔圣罗姆境内共有各类实体商铺18家，其中餐厅2家、面包房2家、美容美发店2家、汽车维修店1家。

### 体育
2020年，塞尔农河畔圣罗姆境内暂无任何体育设施。
截至2021年11月，塞尔农河畔圣罗姆境内暂无注册足球俱乐部。

### 环境
塞尔农河畔圣罗姆的环境事务由其所属的公共社区负责。2019年，塞尔农河畔圣罗姆境内暂无污染企业。

### 治安
塞尔农河畔圣罗姆及其附近的共95个市镇是米约国家宪兵队（zone gendarmerie de Millau）的管辖范围。2020年，该宪兵队累计记录各类案件1,187起，其中盗窃类案件562起，经济类案件210起，毒品交易类案件73起。

## 文化

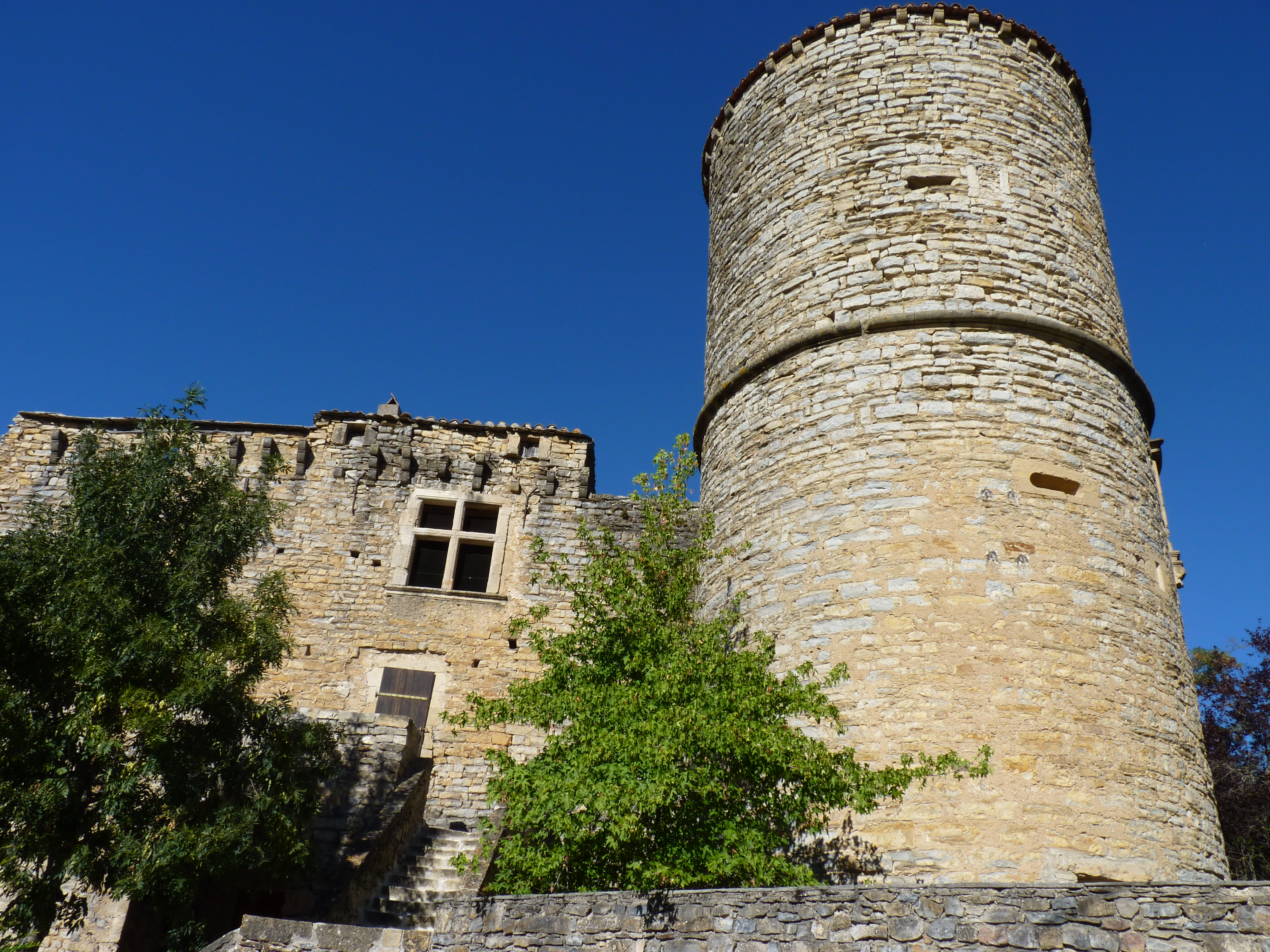
梅拉克城堡

2020年，塞尔农河畔圣罗姆境内暂无任何文化设施。塞尔农河畔圣罗姆境内建有市政图书馆，每周三、五向公众开放。

### 建筑
塞尔农河畔圣罗姆境内有多处历史建筑，其中梅拉克城堡是法国国家文物保护单位，也是当地的地标性建筑物。

### 旅游
塞尔农河畔圣罗姆的旅游事务由其所属的公共社区负责。2021年，塞尔农河畔圣罗姆境内暂无任何游客接待设施。

### 媒体
法国主要的媒体均可在塞尔农河畔圣罗姆接收，法国电视三台下属的奥克西塔尼大区频道在部分时段播出塞尔农河畔圣罗姆所在阿韦龙省的地方新闻。《南部追寻》、《阿韦龙中央报》、《自由南方》、蓝色法兰西奥克西塔尼广播、奥克西塔尼电视台等为当地主要的地方性媒体。

## 相关人物
法国演员让·加旺出生于塞尔农河畔圣罗姆。

## 友好城市
截至2023年3月，塞尔农河畔圣罗姆暂未建立任何友好城市关系。